# London (película)
London es una película dramática de 2005 ambientada en una fiesta en Manhattan. Fue escrita y dirigida por Hunter Richards, y cuenta con las actuaciones de Chris Evans, Jason Statham, Jessica Biel y Joy Bryant.

## Argumento
Syd (Evans) despierta después de juerga de drogas y alcohol al recibir una llamada telefónica de un amigo que le informa que su exnovia London (Biel) se mudará a California dentro de pocos días junto a su nuevo novio, y que esa misma tarde se hará una fiesta de despedida. Aunque no está invitado, Syd decide asistir de todas formas, acompañado de Bateman (Statham), un banquero que además vende cocaína. Bateman lleva consigo una gran cantidad de la droga. Después de llegar a la fiesta ubicada en el departamento de los padres de Rebecca (Isla Fisher), él y Syd se instalan en el baño, donde inhalan grandes dosis de cocaína, al tiempo que beben tequila y discuten temas filosóficos acerca del amor, el sexo y el daño emocional. 
Syd nunca fue capaz de decirle a London que la amaba, mientras que Bateman es impotente.
A esta fiesta pronto se le unen Maya (Kelli Garner) y Mallory (Bryant), quienes se drogan con ellos. Cuando Syd se entera de que London ha llegado, comienza a hablar y hablar hasta que Bateman lo alienta para que vaya a hablarle.

## Reparto
- Chris Evans - Syd
- Jason Statham - Bateman
- Jessica Biel - London
- Joy Bryant - Mallory
- Kelli Garner - Maya
- Isla Fisher - Rebecca
- Dane Cook - George
- Kat Dennings - Lilly
- Sophie Monk - Lauren
- Casey LaBow - Dominatrix